# Täsch
Täsch is een gemeente en plaats in het Zwitserse kanton Wallis, en maakt deel uit van het district Visp.
Täsch telt 1.212 inwoners.
Täsch is voor bezoekers van Zermatt die met de auto komen het voorlopige eindpunt. Vanaf hier mogen auto's niet verder rijden zonder vergunning en moet voor het vervolg de trein van de spoorlijn Brig - Zermatt van de Matterhorn Gotthard Bahn worden genomen. Hiertoe is bij Täsch een grote parkeergarage (Matterhorn Terminal) gebouwd en rijden er drie keer per uur pendeltreinen naar Zermatt. Daarnaast kan de auto ook in Brig of Visp worden achtergelaten, waar de reguliere uurdienst van de Matterhorn Gotthard Bahn kan worden genomen. Dit is een handig alternatief als de Matterhorn Terminal vol is.